# Hanna Wikman
Hanna Maria Wikman, född 19 november 1981 i Kramfors, är en svensk författare.
Hanna Wikman debuterade 2010 med romanen Lift på Kabusa förlag. Bolen nominerades till Norrlands litteraturpris 2011. 2021 gavs romanen Ditt hjärtas slag – en motståndsrörelse ut på Federativs förlag. Boken utspelar sig i skogarna runt Vilhelmina och kretsar kring facklig kamp, solidaritet och liderlig skogshuggarkärlek.
Wikman har arbetat som skrivlärare på Kvinnofolkhögskolan och på Gotlands folkhögskola.